# Latin junien
 (mars 2019).
En droit romain, était un latin junien, en vertu de la lex Iunia Norbana (vers 17 av. J.-C.), l'esclave n'ayant pas été affranchi dans les formes solennelles du ius civile ou ayant reçu la liberté d'un propriétaire bonitaire.

## Histoire
En droit romain primitif, un esclave ne pouvait être affranchi par un citoyen romain que suivant trois modes solennels : le cens, la vindicte et le testament.
Par le cens, sur l'ordre de son maître, l'esclave se faisait inscrire comme citoyen romain sur les tables du cens.
Par la vindicte, le maître, l'esclave et un tiers comparaissaient devant le magistrat. Le tiers assurait que l'esclave était libre et le touchait par une verge appelée vindicte. Interrogé par le magistrat, le maître avouait que l'esclave était libre ou acquiesçait par son silence. Le magistrat rendait une sentence qui déclarait l'esclave libre.
Par le testament, le maître léguait directement ou par fidéicommis la liberté à un ou plusieurs esclaves.
L'esclave ainsi affranchi devenait un citoyen romain.
Mais il pouvait arriver que le maître, tout en ayant manifesté sa volonté d'affranchir l'esclave, ne l'eût point fait suivant l'un des trois modes solennels.
En ce cas, l'esclave était libre de fait, par suite de la protection du préteur ; mais, en droit, il demeurait esclave : il était servus in libertate.
De même, si le maître, lors de l'affranchissement, n'avait pas encore acquis sur l'esclave la propriété romaine, s'il l'avait seulement in bonis, l'affranchissement était imparfait.
La loi Iunia Norbana régularisa la condition de ces esclaves. Elle les déclara libres mais, au lieu de leur accorder la citoyenneté romaine, elle ne leur accorda que des droits analogues à ceux des colons latins.

## Statut
Le latin junien vivait libre mais mourait esclave. À son décès, son patrimoine retournait à son maître comme un pécule d'esclave. Il ne pouvait avoir d'héritier. Il n'était pas davantage capable de tester.

## Extension de la catégorie
La  lex Aelia Sentia (4 ap. J.-C.) étendit le statut de latin junien aux esclaves âgés de moins de trente ans dont l'affranchissement avait été décidé sans autorisation du conseil des affranchissements.
Claude l'accorda à l'esclave infirme abandonné par son maître ; Constantin Ier, à celui qui dénonce publiquement un raptus.